# Noël-Charles Millet
Noël-Charles Millet est un homme politique français né le 28 janvier 1737 à Dreux (Eure-et-Loir) et mort en 1792 ou après mai 1793.

## Biographie
Il est nomme curé de la paroisse Saint-Pierre de Dourdan en 1775. Il est élu député aux états généraux de 1789 par le clergé du bailliage de Dourdan. Il siège à droite et défend l'Ancien régime. 
Il aurait été emprisonné après la session.
Le 15 mai 1793, il fait établir une carte de sûreté : il se présente comme Charles Millet, 56 ans, né à Dreux, instituteur, résidant à Paris depuis six ans mais demeurant depuis peu rue des Vieilles Étuves[Passage contradictoire (Ce passage est en contradiction avec la base Sycomore et les données de la BnF. Peut-être est-ce un homonyme ?)].